# ساتسوکی فوجیساوا
ساتسوکی فوجیساوا (انگلیسی: Satsuki Fujisawa؛ زادهٔ ۲۴ مهٔ ۱۹۹۱) ورزشکار کرلینگ اهل ژاپن است.